# グスタフ・フーゴー

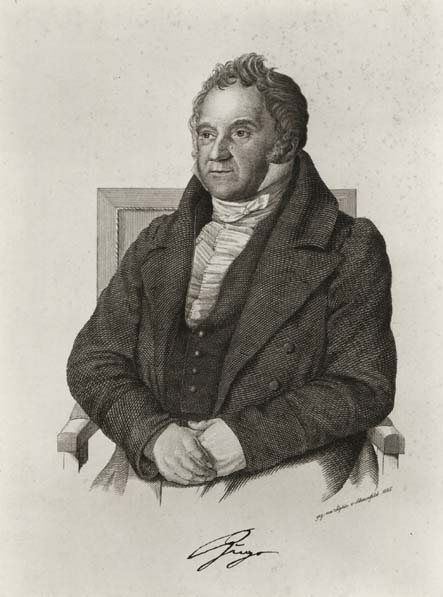
グスタフ・フーゴー。

グスタフ・コンラート・フーゴー（Gustav Conrad Hugo、1764年11月23日 - 1844年9月15日）は、ドイツの法学者。19世紀歴史法学派の先駆者、共同創始者。

## 生涯
バーデン出身の書記ヨハン・ミヒャエル・フーゴー（Johann Michael Hugo、1718年 - 1799年）と、カールスルーエのマルグラヴィアル＝バディシュ宮廷参事官ソフィア・エリザベート・H（旧姓モルシュタット、1725-1784）の息子。14歳で、当時はまだヴュルテンベルク王国の支配下にあったギムナジウム・メンペルガルト（モンベリアル）に2年間通う。フランスの学校であったため、幼い頃からヴォルテールの文学に接し、決定的影響を受ける。
1779年にカールスルーエのギムナジウムに転校し、1782年まで学ぶ。1782年にゲッティンゲン大学に進み、3年間法律を学んだ。ヨハン・ゲオルク・フォン・アンハルト＝デッサウ（Johann Georg von Anhalt-Dessau）の教師に任命された後、1788年にハレ大学で博士号を取得。同年、ゲッティンゲン大学に員外教授（Außerordentlicher Professor）として呼び戻され、1792年に正教授（Ordentlicher Professor）となった。ハイデルベルク大学とハレ大学への招聘は断った。1802年、宮廷参事官拝命。1797年からユリー・ソフィー・H（旧姓マイリウス、1774-1821）と結婚。娘のパウリーネ・フーゴーは古典学者カール・オットフリート・ミュラーと結婚した。
1809年、オランダ王立科学アカデミー準会員。
著書『Beiträge zur civilistischen Bucherkenntniss der letzten vierzig Jahre』（1828年 - 1829年出版）の序文で、当時のゲッティンゲン大学で民法を教えるための条件を概説している。また、グリム兄弟と親しい関係を持った。
ローマ法とローマ法中の「ゲルマン族の権利 germanischen elementen」が、批判的な比較もなく、当時のドイツ法の法体系の中に無差別に織り込まれていたため、歴史的真実と実務的動機のどちらがより偏見に満ちていたかはもはや判別不可能であり、このことは二つの法的伝統を生み出した。フーゴーが創始した歴史学派はフリードリヒ・カール・フォン・サヴィニーによって継承された。フーゴーは、ガイウスに遡る制度体系 Institutionensystemを踏襲し、彼は特に「Obligationenrecht」（「gesamten bürgerlichen Recht」の前身）を批判的に分析した。彼は「現代ローマ法 heutigen römischen Rechts」を意味する「法曹法 Juristenrech」という造語を作り、「法曹法」の語はすぐに定着した。
主著は『Lehrbuch eines civilistischen Cursus』全7巻（1792年 - 1821年）。『Zivilistische Magazin』全6巻（1790年 - 1837年）も重要な著作である。『Lehrbuch eines civilistischen Cursus』第2巻では、「Naturrecht als einer Philosophie des positiven Rechts, besonders des Privatrechts」と題して自然法を扱っている。現在に至るまで、同著はカント派法理学を継承するものと解釈されている。

## 著作
- Institution des heutigen Römischen Rechts. August Mylius（1792年初版）
- Lehrbuch eines civilistischen Cursus（1823年初版）
- Beyträge zur civilistischen Bücherkenntniß（1828年初版）